# Forza Motorsport 3

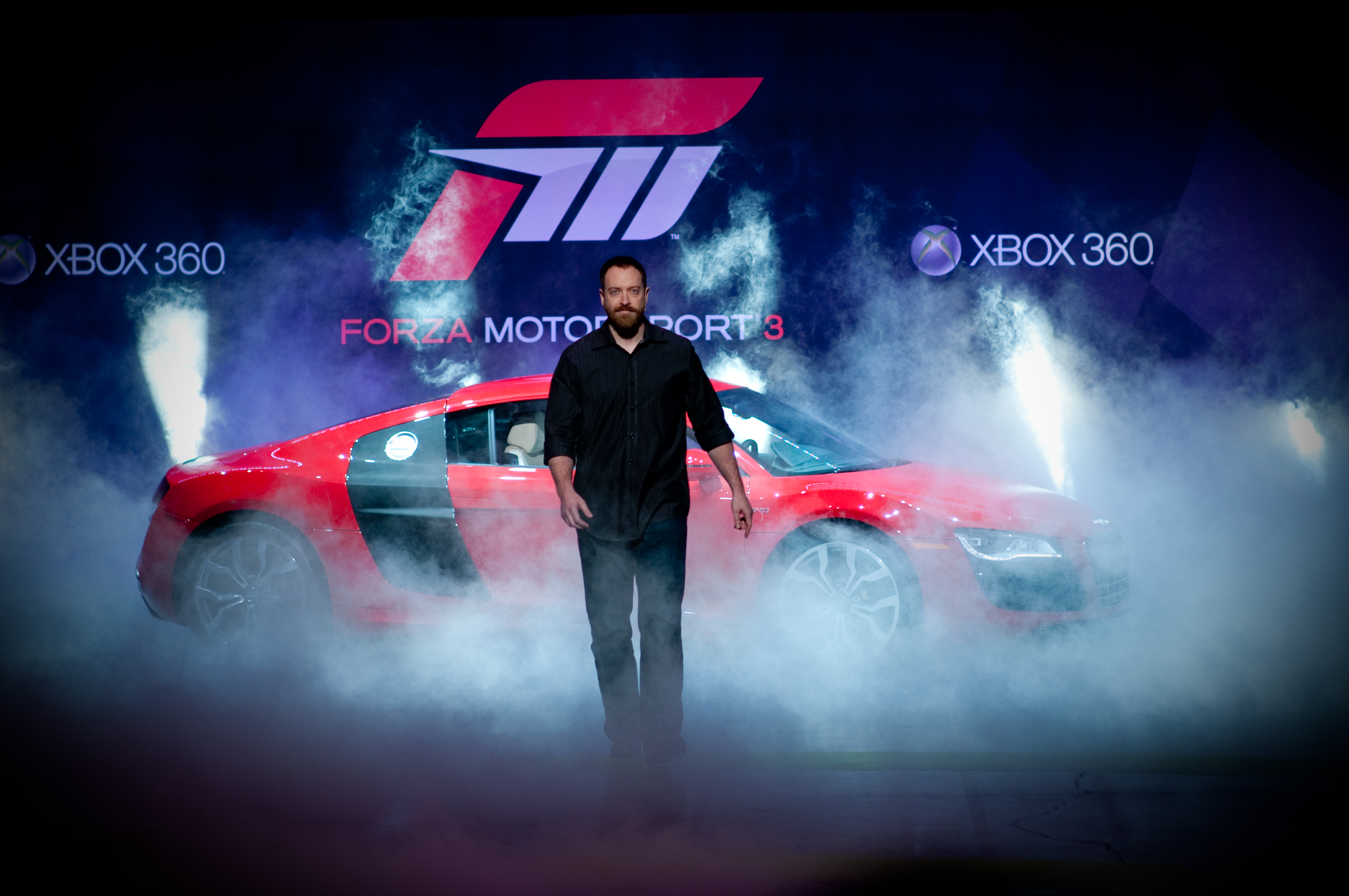
Dan Greenawalt präsentiert Forza 3 auf der E3 2009.

Forza Motorsport 3 ist eine Rennsimulation für die Xbox 360, die von Microsoft entwickelt und veröffentlicht wurde. Forza Motorsport 3 ist der Nachfolger des 2007 erschienenen Forza Motorsport 2. Das Videospiel wurde am 23. Oktober 2009 veröffentlicht. Auf Grund der großen Datenmenge wurde das Spiel auf zwei Discs ausgeliefert. Für Xbox-Live-Mitglieder wurde die Demo von Forza Motorsport 3 am 24. September 2009 zum Download freigegeben.

## Spielprinzip
Forza Motorsport 3 ist als Nachfolger von Forza Motorsport (Xbox) und Forza Motorsport 2 (Xbox 360) ein realistischer Autorennsimulator, der exklusiv für die Xbox 360 erscheint. Das Spiel beinhaltet 400 modifizierbare Autos von 50 Herstellern und über 100 Rennstrecken.
Grundsätzlich wird das Spielprinzip von Forza Motorsport 2 übernommen, jedoch wurden einige Änderungen eingebaut, um das Spiel auch für Casual Gamer interessant zu machen. So ist es beispielsweise möglich, das Spiel mit nur einem Knopf zu steuern, wenn alle Fahrhilfen eingeschaltet sind. Außerdem wurde eine Rückspulfunktion eingebaut, die es ähnlich wie bei Race Driver: GRID erlaubt, begangene Fahrfehler wieder rückgängig zu machen. Zusätzlich wurde das Spiel mit einer Cockpit-Ansicht für jedes der Autos und einem verbesserten Editor bedacht. Des Weiteren ist es nun auch möglich, kurze Filme zu erstellen und diese Online zu veröffentlichen.

### Mehrspieler
Zwei Spieler können an einer Konsole im Splitscreen gegeneinander antreten. Die Möglichkeit aus dem Vorgänger, mehrere Konsolen per LAN zu vernetzen („System Link“) ist nicht mehr vorhanden. Online wurde für Mehrspielerpartien ein neues Matchmakingsystem eingeführt. Für private Spiele lassen sich eigene Lobbys einrichten, deren Regeln angepasst werden können.

## Hersteller und Strecken

### Hersteller
Standardmäßig sind 403 unterschiedliche Autos im Spiel enthalten. Die Hersteller sind:
Acura, Alfa Romeo, Aston Martin, Audi, Bentley, BMW, Bugatti, Buick, Cadillac, Chevrolet, Chrysler, Citroën, Dodge, Eagle, Ferrari, Fiat, Ford, Holden, Honda, Hyundai, Infiniti, Jaguar, Koenigsegg, Lamborghini, Lancia, Land Rover, Lexus, Lotus, Maserati, Mazda, McLaren, Mercedes-Benz, Mini, Mitsubishi, Nissan, Opel, Pagani, Panoz, Peugeot, Plymouth, Pontiac, Porsche, Renault, Saab, Saleen, Saturn, Scion, Seat, Shelby, Subaru, Toyota, TVR, Vauxhall, Volkswagen, Volvo.
Es gibt zusätzliche Fahrzeuge auf dem Xbox-Live-Marktplatz, z. B. Gumpert Apollo, Ferrari FXX sowie Mercedes SLS und SLR Stirling Moss.

### Strecken
Mit allen Variationen sind in Forza 3 102 Strecken enthalten. Die Strecken sind:
Amalfi (Italien), Autodromo Internazionale del Mugello (Italien), Benchmark High Speed Ring (USA), Circuit de Catalunya (Spanien), Fujimi Kaido (Japan), Circuit de la Sarthe (Frankreich), Maple Valley Raceway (USA), Laguna Seca (USA), Montserrat (Spanien), New York Circuit (USA), Nürburgring (Deutschland), Road America (USA), Road Atlanta (USA), Sebring International Raceway (USA), Sedona Raceway Park (USA), Sidewinder Proving Grounds (Italien), Silverstone Racing Circuit (England), Sunset Peninsula Raceway (USA), Suzuka Circuit (Japan), Tsukuba Circuit (Japan), Twin Ring Motegi (Japan)

## Autos
Die im Spiel verfügbaren Fahrzeuge werden über einen Leistungsindex in verschiedene Klassen eingeteilt. Der Leistungsindex ist die Summe aus Höchstgeschwindigkeit (Motorleistung und Karosserieform) und Wendigkeit (Fahrwerk und Fahrzeug-Gesamtgewicht).
Gegenüber dem Vorgänger ist die Rennwagenklasse jetzt in drei (statt vier) Unterklassen geteilt. Außerdem sind die Klassen E und F hinzugekommen. Die undefinierbare Leistungsklasse wurde in X umbenannt (vorher U-Klasse), diese kann jetzt allerdings nur durch Modifizieren von standardmäßigen Super-Sportwagen und Rennwagen erreicht werden.
- 100–200 [F]: normale Kleinwagen (z. B. Chevrolet Aveo)
- 201–275 [E]: sportliche Kleinwagen (z. B. Ford Focus RS)
- 276–350 [D]: normale Personenkraftwagen (z. B. VW Golf GTI)
- 351–425 [C]: sportliche Personenkraftwagen (z. B. Audi S4)
- 426–500 [B]: normale Sportwagen (z. B. Honda NSX)
- 501–600 [A]: starke Sportwagen (z. B. Chevrolet Corvette Z06)
- 601–700 [S]: Super-Sportwagen (z. B. Mercedes-Benz CLK-GTR)
- 701–800 [R3]: Rennwagen und stark veränderte Sportwagen (z. B. Dodge Viper GTS-R)
- 801–900 [R2]: Hochleistungsrennwagen (z. B. Porsche 911 GT1)
- 901–998 [R1]: Prototyp-Rennwagen (z. B. Audi R10 TDI)
- 999 [X]: Rennwagen mit undefinierbarem Leistungsindex (kein Standardfahrzeug; in der Regel nur durch Erhöhung der Motorleistung erreichbar)

## Wertungen
Spieletipps 92 % + Spieletipp-Award

4Players 88 % (sehr gut)

## Limited Edition
Es gibt wie beim Vorgänger eine Collectors Edition, welche Folgendes zusätzlich enthält:
- Schlüsselanhänger
- 2-GB-USB-Stick
- fünf exklusive Fahrzeuge (die später auch als kostenpflichtiger Download angeboten wurden und deren Erlös zum Teil den Opfern des Erdbebens in Haiti zugutekam)
- VIP-Card
- Xbox-Live-Trial-Card (Probemitgliedschaft)

## DLCs
- Motorsports Legends Car Pack (27. Oktober 2010)
- Hyundai Car Pack (18. November 2010)
- Hot Holidays DLC Car Pack (8. Dezember 2009)
- AutoWeek Car Show Pack (14. Januar 2010)
- Nürburgring Grand Prix Circuit (5. Februar 2010)
- Jalopnik Car Pack (9. März 2010)
- Road & Track Car Pack (13. April 2010)
- Exotic Car Pack (10. Mai 2010)
- Summer Velocity Pack (8. Juni 2010)
- World Class Car Pack (13. Juli 2010)
- Community Choice Classics Pack (14. Dezember 2010)

## FM3 Ultimate Collection
Enthält alle zuvor erschienen DLCs und es stehen somit über 500 Wagen zur Verfügung.
Zusätzlich gibt es eine Downloadkarte mit einem Dashboard-Theme, einem Video von Top Gear und drei extra Fahrzeugen, die nur in der Ultimate Collection enthalten sind, darunter der Mercedes SLS AMG, Königsegg CCX und der Lexus LFA.